# Bentivoglio
Bentivoglio (en dialecte bolonyès: Bäntvói o Bentvói) és un comune (municipi) de la província de Bolonya, a la regió italiana d'Emilia-Romagna, situat a uns 15 km al nord-est de Bolonya.
Limita amb els municipis de Argelato, Castel Maggiore, Granarolo dell'Emilia, Malalbergo, Minerbio, San Giorgio di Piano i San Pietro in Casale.

## Història
Els primers assentaments en el territori de Bentivoglio es remunten a la civilització de Villanova, tal com ho testifiquen algunes tombes de cremació del segle X aC i d'una estela del segle vi aC. Els romans van portar les primeres mesures per a la recuperació de terres.
A l'edat mitjana, l'àrea central del territori es deia "Pont Poledrano"; el nom prové del pas dels poltres al pont del canal Navile.

## Llocs d'interès
- Museo della civiltà contadina, a Villa Smeraldi.
- San Martino di Castagnolo Minore